# Динго
Ди́нго — вторично одичавшая домашняя собака. 
Таксономический статус динго спорен. На семинаре, организованном IUCN/SSC Canid Specialist Group в 2019 году, динго были признаны вторично одичавшими собаками (Canis familiaris), из-за чего животное оказалось исключено из Красной книги МСОП. Некоторые авторы, однако, считают, что динго следует классифицировать как полноценный таксон: так, в некоторых источниках эти хищники рассматриваются как самостоятельный вид (Canis dingo), подвид собаки (Canis familiaris dingo) или же как подвид волка (Canis lupus dingo).
Название «динго» возникло в начале европейской колонизации Нового Южного Уэльса и, по всей вероятности, происходит от «тинго» — термина, использовавшегося аборигенами Порт-Джексона для описания своих собак.

## История
Судя по ископаемым останкам, динго завезли в Австралию не ранние переселенцы, как считалось ранее, а выходцы из Юго-Восточной Азии (возможно, с Малайского архипелага). Самому древнему черепу динго, найденному во Вьетнаме, примерно 5500 лет; останки динго возрастом от 2500 до 5000 лет находят и в других частях Юго-Восточной Азии, а древнейшим останкам динго в Австралии — около 3450 лет. Исследования митохондриальной ДНК динго, опубликованные в 2004 году, датируют их появление в Австралии 4000 годом до н. э.; предположительно, все австралийские динго ведут происхождение от одной небольшой группы. Соединив данные генетики и археологии, учёные пришли к выводу, что собаки динго попали в Австралию от 5000 до 12 000 лет назад благодаря охотникам и собирателями культуры Тоалеан с юга острова Сулавеси, которые, вероятно, сами получили их от своих соседей с Калимантана. У динго отсутствует несколько копий гена, позволяющего переваривать крахмал, которые у домашних собак возникли в результате жизни с земледельческими народами. У динго только одна копия гена AMY2B, который кодирует амилазу — фермент, расщепляющий крахмал, тогда как большинства домашних собак есть несколько копий этого гена. Динго несут уникальную Y-хромосомную гаплогруппу H60, которая произошла от Y-хромосомной гаплогруппы H5, распространённой на Тайване. Н5 и Н60 образуют один кластер с указанием общего мужского предка, жившего 4—5 тыс. лет до н. э., что совпадает с расширением тай-кадайских языков из Южного Китая. По данным археологии в Австралию динго попали примерно 3500 лет назад. Кости динго из пещеры Мадура (Madura Cave) на равнине Налларбор датируются возрастом 3348—3081 лет назад.
В Австралии сбежавшие или брошенные хозяевами динго нашли прекрасные условия для обитания: много дичи, отсутствие врагов и серьёзных конкурентов, размножились и расселились по всему континенту и ближайшим островам, не попав только на Тасманию. Умение охотиться стаями дало им важное преимущество перед одиночными сумчатыми хищниками. Предположительно, динго стали причиной вымирания ряда представителей сумчатых.
В 1958 году новогвинейская поющая собака, подобная динго, но только более мелкая, была обнаружена в лесах Новой Гвинеи. На динго также похожа обнаруженная в 1970-х годах на юго-востоке США дикая каролинская собака.

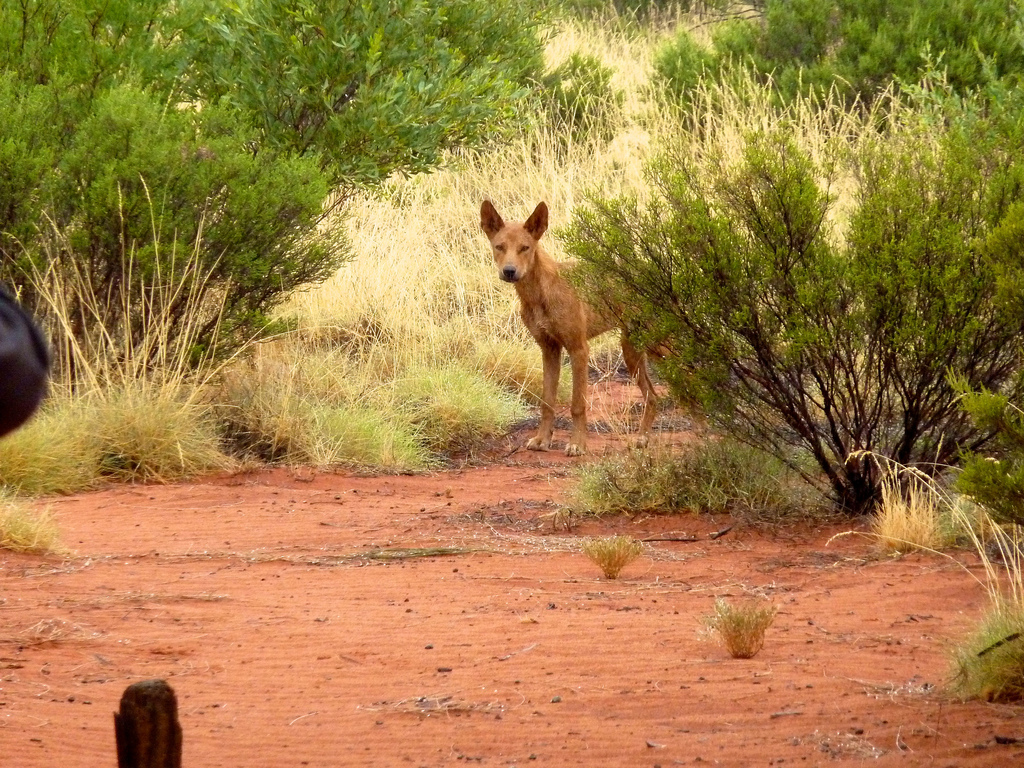
Собака динго

## Внешний вид
Динго выглядит как хорошо сложенная собака средней величины: высота в холке 47—67 см, длина тела с головой 86—122 см, длина хвоста 26—38 см. Вес 9,6—19 кг, редко — до 24 кг и выше. Самцы значительно крупнее самок, а азиатские динго мельче австралийских сородичей, видимо, из-за рациона, бедного белками. Телосложением динго напоминает гончую. Морда квадратная; уши небольшие, стоячие. Хвост пушистый, саблевидный.
Мех у динго короткий и густой, типичный окрас — ржаво-рыжий или рыже-бурый, на морде и брюхе светлее. Изредка встречаются особи почти чёрного цвета, белые и пегие. На юго-востоке Австралии обитает порода динго серо-белой масти. Динго чёрно-подпалого окраса (по типу окраса ротвейлера) считаются гибридами динго с домашними собаками, вероятно, немецкими овчарками.
Чистокровные динго не лают, но способны рычать и выть как волк.

## Распространение
Динго повсеместно распространён в Австралии, особенно многочислен в северной, западной и центральной её частях; небольшие популяции сохранились в Юго-Восточной Азии — в Таиланде, Мьянме, на юго-востоке Китая, в Лаосе, Малайзии, Индонезии, на Борнео, Филиппинах и на Новой Гвинее.

## Образ жизни и рацион
Динго — преимущественно ночные животные. Динго по своей натуре инициативные животные. Основные места их обитания в Австралии — опушки влажных лесов, сухие эвкалиптовые заросли, засушливые полупустыни в глубине материка. Логова они устраивают в пещерах, пустых норах, среди корней деревьев, обычно неподалёку от водоёмов. В Азии динго держатся вблизи человеческого жилья и питаются отбросами.

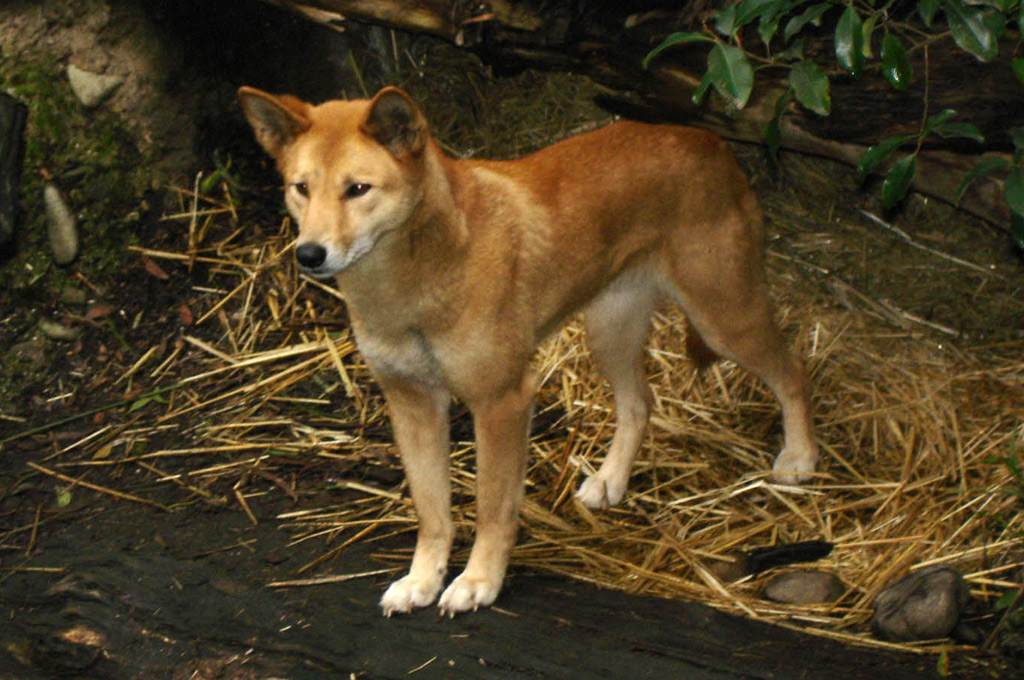
Динго

Примерно 60 % рациона австралийских динго составляют небольшие млекопитающие, в частности, кролики (Oryctolagus). Они также охотятся на кенгуру и валлаби; в меньшей степени питаются птицами, рептилиями, насекомыми и падалью. Динго могут даже ловить и вытаскивать из воды акул, превышающих их самих по размерам. С началом массового разведения скота динго стал нападать и на него, что повлекло за собой уничтожение диких собак фермерами. Как выяснилось, в некоторых районах домашний скот составляет примерно 4 % от рациона динго, но эти дикие собаки также часто режут овец, не поедая их. В Азии динго питаются, как правило, пищевыми отбросами: рисом, сырыми фруктами, в небольших количествах рыбой; также ловят змей, ящериц и крыс, практикуют каннибализм даже при доступности других пищевых ресурсов, что является уникальным фактом.
Молодые динго вне сезонов размножения живут, как правило, поодиночке, хотя могут образовывать группы во время охоты на крупную дичь. На скоплениях падали порой наблюдали до сотни собак. Стабильные семейные стаи у динго состоят из 3—12 особей, как и у волков, группирующихся вокруг доминантной пары. В семейных группах соблюдается строгая иерархия. У каждой стаи есть свой охотничий участок, который она защищает от соседей.
До появления европейцев динго были главными хищниками Австралии. Согласно одной из теорий, попав на материк, они постепенно потеснили и истребили большинство аборигенных хищников, включая сумчатого волка и сумчатого дьявола. Однако в настоящее время, как правило, считается, что основной причиной исчезновения сумчатых хищников стало антропогенное воздействие, а не конкуренция. Динго отличаются сообразительностью и ловкостью. Характерная их черта — крайняя осторожность, что помогает им с успехом избегать ловушек и отравленных приманок. Считается, что на людей чистокровные динго не нападают (однако из этого правила есть и исключения — например, гибель Азарии Чемберлен). Основными конкурентами динго являются завезённые европейцами шакалы и собаки. Взрослых особей могут поедать крокодилы, а на молодых охотятся крупные хищные птицы, питоны и вараны.

## Размножение
Динго живут небольшими стаями, в которых размножается только доминантная пара. Если у самки более низкого ранга рождаются детёныши, доминантная самка их убивает. Низкоранговые самки и самцы проявляют заботу о детёнышах главной самки. Иерархия динго строится на запугивании и периодических драках.
В отличие от обычной собаки, динго размножаются раз в год. Брачный сезон у австралийских динго приходится на март-апрель, у азиатских — на август-сентябрь. Срок беременности, как и у собак — 63 дня. В помёте обычно 6—8 щенков, которых самка рожает в логове. Щенки рождаются слепыми, но покрытыми шерстью. За потомством ухаживают оба родителя.
В возрасте 3 недель щенки динго впервые покидают родное логово, и самка прекращает кормить их молоком. К 8 неделям они окончательно покидают логово и живут вместе с другими членами стаи. С 9 до 12 недель мать и остальные члены стаи приносят им еду и воду, которые отрыгивают, и кормят щенков. В 3—4 месяца щенки уже независимы и сопровождают взрослых на охоте.
Половая зрелость у динго наступает в возрасте 1—3 лет. Динго моногамны. Живут они 10 лет в природе и до 13 лет в неволе.
Динго и домашние собаки легко скрещиваются, и дикие популяции динго в большой степени гибридизированы. Исключение составляют популяции, обитающие в австралийских национальных парках и на других охраняемых территориях. Потомство динго и собаки представляет большую угрозу для овцеводства, поскольку нечистокровные динго, как правило, размножаются 2 раза в год (а не один, как чистокровные) и более агрессивны.

## Значение для экосистемы
Динго — основные млекопитающие хищники Австралии и занимают важное место в экологии континента. При его заселении они, вероятно, вытеснили ряд местных хищников (например, сумчатого волка), заняв биологическую нишу существа, регулирующего численность травоядных животных. Они также препятствуют исчезновению некоторых видов аборигенной фауны, уничтожая её врагов — одичавших кошек и лисиц, хотя сами стали причиной исчезновения некоторых видов сумчатых. Динго также помогают регулировать численность обычных кроликов, завезённых в Австралию и расплодившихся здесь в огромных количествах.

## Значение для человека
Изначально отношение переселенцев к динго было терпимым, но ситуация быстро переменилась в XIX веке, когда овцеводство стало важной отраслью австралийской экономики. Динго, охотившихся на овец, ловили капканами, отстреливали и травили ядами. В конце XIX века в одном Новом Южном Уэльсе фермеры ежегодно расходовали на борьбу с дикими собаками несколько тонн стрихнина.

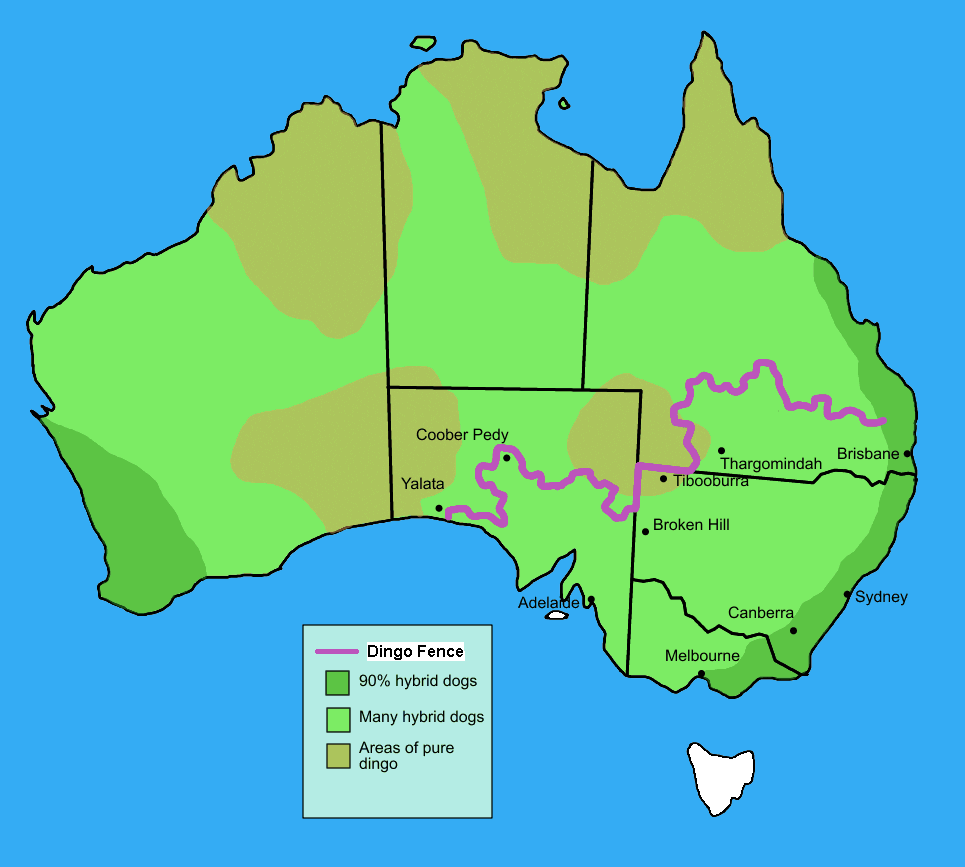
Австралия. Ареал чистокровных динго показан светло-коричневым, гибридов — зелёным; фиолетовая линия — забор против динго

Когда этих мер оказалось недостаточно, в 1880-х гг. было начато строительство громадного сетчатого забора (собачий забор), огораживающего участки овечьих пастбищ в южном Квинсленде, чтобы обезопасить скот от динго, а пастбища от расплодившихся кроликов. В 1960-х гг. отдельные секции ограды были соединены вместе, образовав барьер, прерываемый только в местах пересечения шоссейных дорог. На данный момент ограда протянулась на 5614 км — от города Тувумба в Квинсленде до Большого Австралийского залива, отделяя засушливую северо-западную часть Австралии от сравнительно плодородной; она является самым протяжённым сооружением, построенным людьми. Поддержание ограды в должном порядке ежегодно обходится штатам Квинсленд, Новый Южный Уэльс и Южная Австралия около 15 миллионов австралийских долларов. Вдоль ограды курсируют специальные патрули, отыскивая повреждения в сетке и подземные норы, проделанные кроликами или вомбатами, и уничтожая динго, проникших за ограду.
Случаи нападения динго на человека крайне редки.
В некоторых странах держать динго как домашних животных запрещено. В Азии их мясо, как и других собак, употребляется местными жителями в пищу.

## В культуре
- «Дикая собака динго, или Повесть о первой любви» (повесть Р. Фраермана, 1938).
- «Дикая собака динго» (фильм, 1962).